# Rigi Hochflue
Rigi Hochflue är en bergstopp i Schweiz.   Den ligger i distriktet Bezirk Schwyz och kantonen Schwyz, i den centrala delen av landet, 80 km öster om huvudstaden Bern. Toppen på Rigi Hochflue är 1 698 meter över havet, eller 503 meter över den omgivande terrängen. Bredden vid basen är 3,6 km. Rigi Hochflue ligger vid sjöarna  Vierwaldstättersjön Urnersee Küssnachtersee och Alpnachersee. Den ingår i Rigi.
Terrängen runt Rigi Hochflue är huvudsakligen bergig. Runt Rigi Hochflue är det ganska tätbefolkat, med 56 invånare per kvadratkilometer.. Närmaste större samhälle är Luzern, 19,7 km väster om Rigi Hochflue. 
I omgivningarna runt Rigi Hochflue växer i huvudsak blandskog.